# Miguel Ángel Osorio Chong

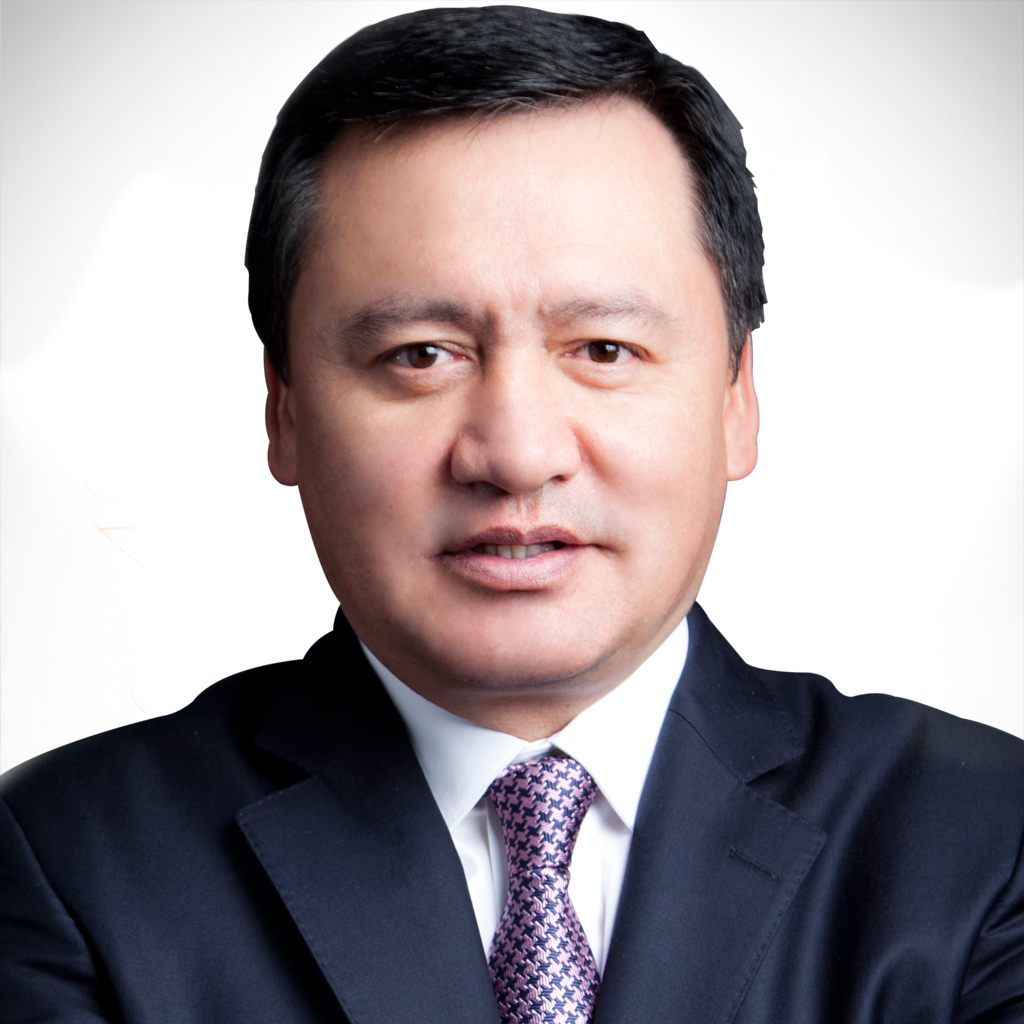

Miguel Ángel Osorio Chong (ur. 5 sierpnia 1964 w Pachuce) – meksykański polityk, działacz Partii Rewolucyjno-Instytucjonalnej, prawnik.
Od 2003 do 2005 pełnił mandat deputowanego do Izby Deputowanych. W latach 2005–2011 sprawował urząd gubernatora stanu Hidalgo. Od 2012 do 2018 był ministrem spraw wewnętrznych.